# Supercoppa olandese 2017 (pallavolo femminile)
La Supercoppa olandese 2017 si è svolta il 30 settembre 2017: al torneo hanno partecipato due squadre di club olandesi e la vittoria finale è andata per la seconda volta allo Sliedrecht.

## Regolamento
Le squadre hanno disputato una gara unica.

## Squadre partecipanti
| Squadra    | Qualificazione                             | Ultima partecipazione    |
| ---------- | ------------------------------------------ | ------------------------ |
| Sliedrecht | Vincitrice Eredivisie 2016-2017            | Supercoppa olandese 2015 |
| Sneek      | Vincitrice Coppa dei Paesi Bassi 2016-2017 | Supercoppa olandese 2016 |

## Torneo
| 30 settembre 2017 Sporthal De Basis, Sliedrecht Durata: ? - Spettatori: ? | Sliedrecht | 3 - 2 | Sneek | 22-25, 25-21, 29-27, 16-25, 15-11 |